# Villarejo de la Peñuela
Villarejo de la Peñuela es un municipio español perteneciente a la provincia de Cuenca, en la comunidad autónoma de Castilla-La Mancha, ubicado en la Alcarria conquense. Tiene una población de 18 habitantes (INE 2024).

## Geografía
La localidad está situada a una altitud de 943 m sobre el nivel del mar. Limita con los términos municipales de Abia de la Obispalía, Torrejoncillo del Rey, Los Valdecolmenas y Villar y Velasco. La localidad de Villarejo de la Peñuela está en un valle situado entre las montañas de la meseta central española, en el enclave de Cabrejas. En esta villa podemos encontrar un río por el cual probablemente se fundó el municipio en la antigüedad ya que éste baraja la posibilidad de hacer un cultivo variado y exitoso.
| Noroeste: Los Valdecolmenas     | Norte: Villar y Velasco    | Noreste: Villar y Velasco     |
| Oeste: Los Valdecolmenas        |                            | Este: Abia de la Obispalía    |
| Suroeste: Torrejoncillo del Rey | Sur: Torrejoncillo del Rey | Sureste: Abia de la Obispalía |

## Historia
A mediados del siglo XIX, el lugar contaba con una población censada de 226 habitantes. La localidad aparece descrita en el decimosexto volumen del Diccionario geográfico-estadístico-histórico de España y sus posesiones de Ultramar de Pascual Madoz de la siguiente manera:

VILLAREJO DE LA PEÑUELA: v. con ayunt. en la prov., dioc. y part. jud. de Cuenca (4 leg.), aud. terr. de Albacete y c. g. de Castilla la Nueva (Madrid). sit. en llano pero rodeado de 3 altos cerros que le dominan: su clima es algo frio, ventilado y sano. Consta de 60 casas de mediana construccion y un palacio ya casi arrumado; para surtido de los vec. hay aguas regulares: la igl. parr. (San Bartolomé Apóstol), está servida por un cura de entrada y un sacristan. El térm. confina por N. con el de Villar del Maestre; E. Valmelero y Cabrejas; S. Villar del Horno, y O. Valdecolmenas de Arriba: su terreno es de mediana calidad y le cruza un pequeño arroyo: los caminos son locales y en mal estado. prod.: trigo, cebada, centeno, avena, legumbres, frutas y vino: se cria ganado lanar, cabrío y vacuno, y caza de liebres, conejos y perdices. ind.: la agrícola. comercio: la venta del sobrante de sus prod. pobl.: 57 vec., 226 almas, cap. prod.: 758,180 rs. imp.: 37,909: el presupuesto municipal asciende a 900 rs. y se cubre con el prod. de propios y el déficit por reparto vecinal.
(Madoz, 1850, p. 261)

## Demografía
Villarejo de la Peñuela cuenta con una población de 18 habitantes (INE 2024).
| Gráfica de evolución demográfica de Villarejo de la Peñuela entre 1842 y 2021                                       |
| |
| Población de derecho según los censos de población del INE Población de hecho según los censos de población del INE |